# Tongluo
Tongluo (chinesisch 銅鑼鄉, Pinyin Tóngluó Xiāng, Hakka Thùng-lò-hiông, Pe̍h-ōe-jī Tâng-lô-hiong) ist eine Landgemeinde (鄉,  Xiāng) im Landkreis Miaoli in der Republik China (Taiwan).

## Lage und Klima
Tongluo liegt im Südwesten des Landkreises Miaoli im Binnenland, etwa 8,5 bis 9 km von der Küste entfernt. Die Nord-Süd-Ausdehnung beträgt ungefähr 16 km und die Ost-West-Ausdehnung etwa 9 km. Die angrenzenden Gemeinden sind Gongguan im Nordosten, Dahu im Südosten, Sanyi im Süden, Tongxiao und Xihu im Westen und die Kreishauptstadt Miaoli im Norden. Im Nordosten wird Tongluo vom Houlong-Fluss (後龍溪,  Hòulóng xī) durchflossen, der von Osten kommend nach Norden abbiegt. Im Süden bilden die Guanjian-Berge (關刀山山) eine natürliche Grenze.

## Geschichte
Der Name Tongluo leitet sich vom früheren Dorf Tongluowan (銅鑼灣, etwa im Bereich der heutigen Dörfer Fuxing, Chaoyang und Tongluo) ab, was so viel wie „eingedämmte Bucht“ bedeutet. Die Bezeichnung rührt daher, weil sich hier ein auf drei Seiten von Bergen gesäumter Talkessel befindet. Die Besiedlung von Tongluo begann in den Herrschaftsjahren von Qianlong († 1799) durch Einwanderer aus der chinesischen Provinz Guangdong. Anfänglich bestanden die vier Dörfer Tongluowan (銅鑼灣庄), Qiongjiaowan (芎蕉灣庄), Qishifen (七十份庄) und Zhangshuwan (樟樹灣庄), die administrativ dem Departement Tamsui (淡水廳) unterstanden. Ab 1890, zur Zeit der Herrschaftszeit Guangxus, gehörte das Gebiet von Tongluo zum Kreis Hsinchu. Zur Zeit der japanischen Herrschaft über Taiwan (1895–1945) wurde 1920 das Dorf (庄,  Zhuāng) Tongluo eingerichtet. Nach Übernahme Taiwans durch die Republik China 1945 wurde Tongluo zu einer Landgemeinde, anfänglich im Landkreis Hsinchu und ab 1950 im neu eingerichteten Landkreis Miaoli.

## Bevölkerung
Die Mehrheit der Bewohner (über 90 %) gehört der Hakka-Volksgruppe an. Angehörige indigener Völker machten Ende 2019 einen Anteil von etwa 1,1 % (183 Personen) aus.

## Verwaltungsgliederung
Tongluo ist in 10 Dörfer (村,  Cūn) untergliedert:
| Gliederung Tongluos |
| ------------------- |
|                     |

1. Fuxing (福興村)
2. Zhongping (中平村)
3. Chaoyang (朝陽村)
4. Zhusen (竹森村)
5. Jiuhu (九湖村)
6. Tongluo (銅鑼村)
7. Xinglong (興隆村)
8. Zhangshu (樟樹村)
9. Shenglong (盛隆村)
10. Xinlong (新隆村)

## Wirtschaft

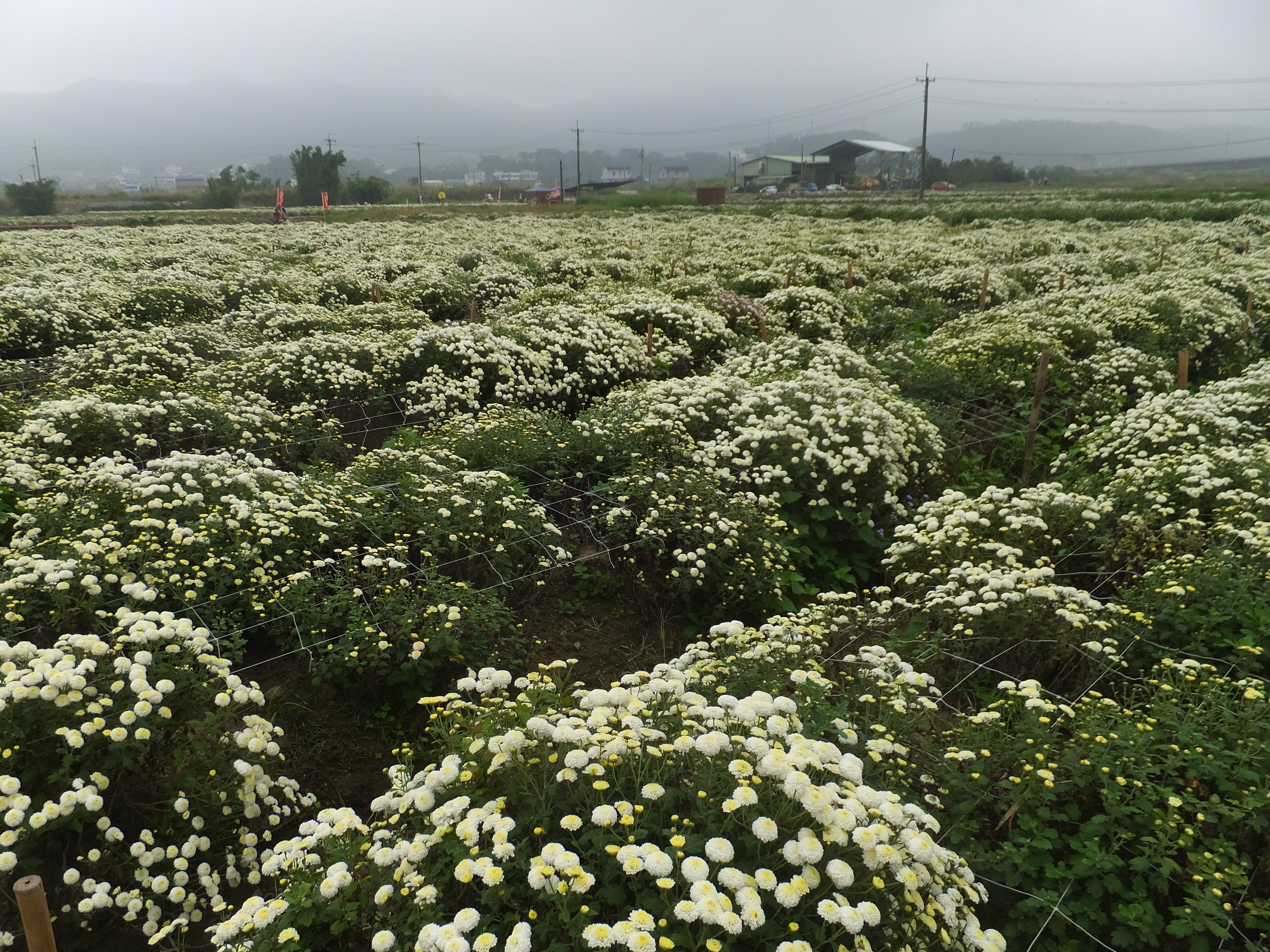
Chrysanthemen-Anbau im Dorf Jiuhu

Ab dem Jahr 1976 wurden im nordöstlichen Teil Tongluos das 50 ha große Industriegebiet Tongluo (銅鑼工業區, ) und am Ostufer des Houlong-Flusses das etwa 80 ha große Industriegebiet Zhongxing (中興工業區, ) im Dorf Zhongping entwickelt.
Spezialerzeugnisse der Landwirtschaft sind Chrysanthemen (im Dorf Jiuhu), Taro (im Dorf Zhongping), verschiedene Zuchtpilze (darunter Gemeiner Samtfußrübling, Brauner Kräuter-Seitling), Zitronengras, Kampferöl (vor allem im „Kampferbaum-Dorf“ Zhangshu), Tee (vor allem in Jiuhu), die Seidenraupenzucht, Platostoma palustre (仙草 – „Feengras, Göttergras“), aus dem unter anderem ein geleeartiges, kühlendes Getränk hergestellt wird, und Mandarinen.

## Verkehr
Hauptverkehrsader ist die Nationalstraße 1 (Autobahn), die von Touwu und Gongguan kommend durch die Dörfer Chaoyang, Tongluo und Zhangshu Richtung Süden zur Gemeinde Sanyi führt. In strikter Nord-Süd-Linie und zum großen Teil westlich parallel zur Nationalstraße 1 verläuft die Provinzstraße 13 (chinesisch 尖豐公路 – „Jianfeng-Schnellstraße“). Weitere Straßen sind als Nord-Süd-Verbindung die Kreisstraßen 119 im Osten und die Kreisstraße 128 als West-Ost-Verbindung durch den Norden Tongluos. Die Längslinie (縱貫線) der Taiwanischen Eisenbahn verläuft in Nord-Süd-Richtung durch Tongluo. Der Bahnhof Tongluo wurde am 17. Oktober 1920 eröffnet.

## Wissenschaftspark

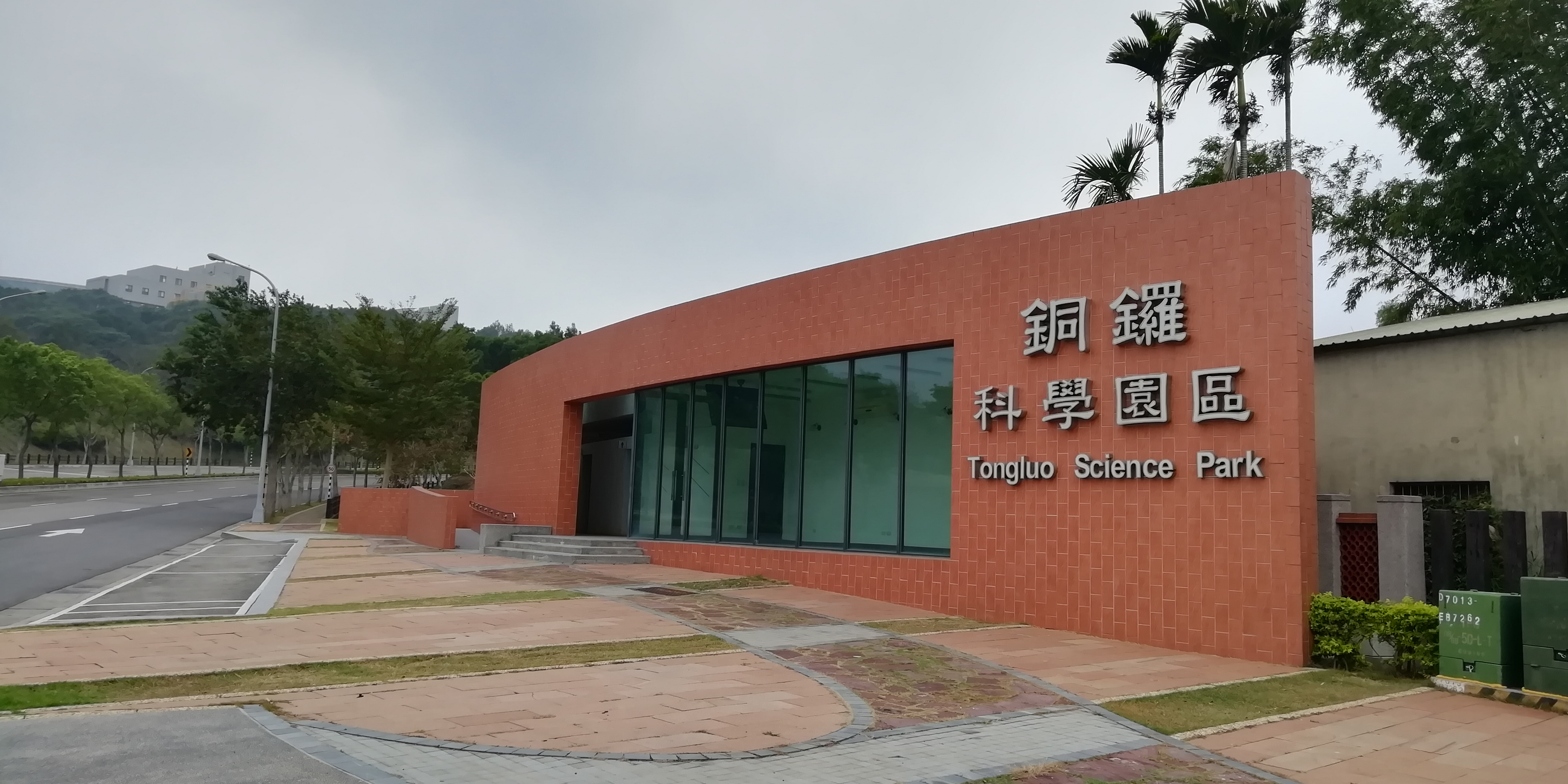
Gebäude des Tongluo-Wissenschaftsparks

Im Dorf Jiuhu befindet sich der Tongluo-Wissenschaftspark (銅鑼科學園區, ) eine Zweigstelle des Hsinchu-Wissenschaftsparks.

## Besonderheiten, Tourismus
In Tongluo sind einige Tempel zu besichtigen, darunter der buddhistische Tianbao-Tempel (天寶寺, ) im Dorf Jiuhu. Im selben Dorf befindet sich auch das Taiwanische Hakka-Museum (臺灣客家文化館, ), in dem über die Kultur und Geschichte der Hakka informiert wird.

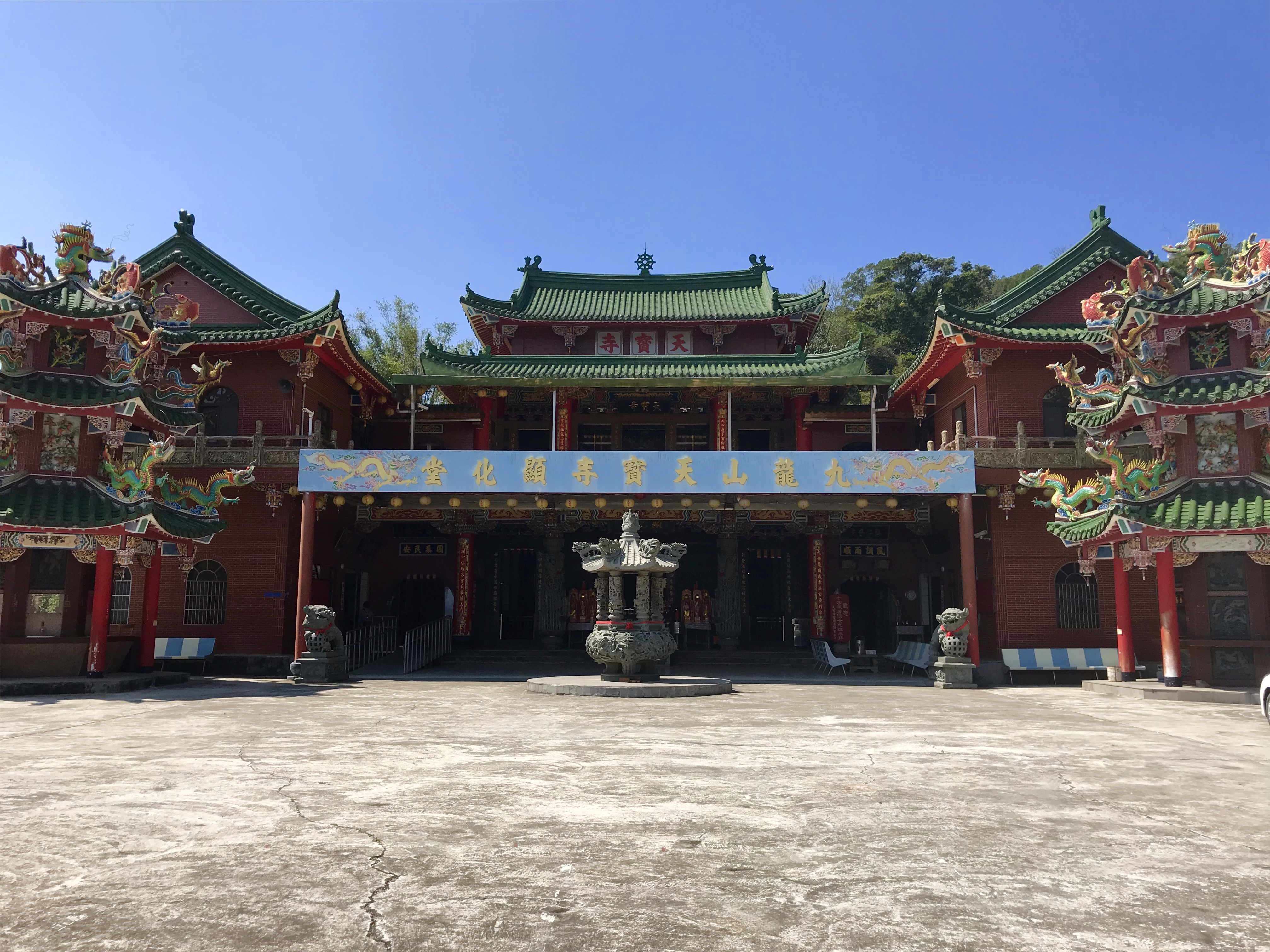
Tianbao-Tempel
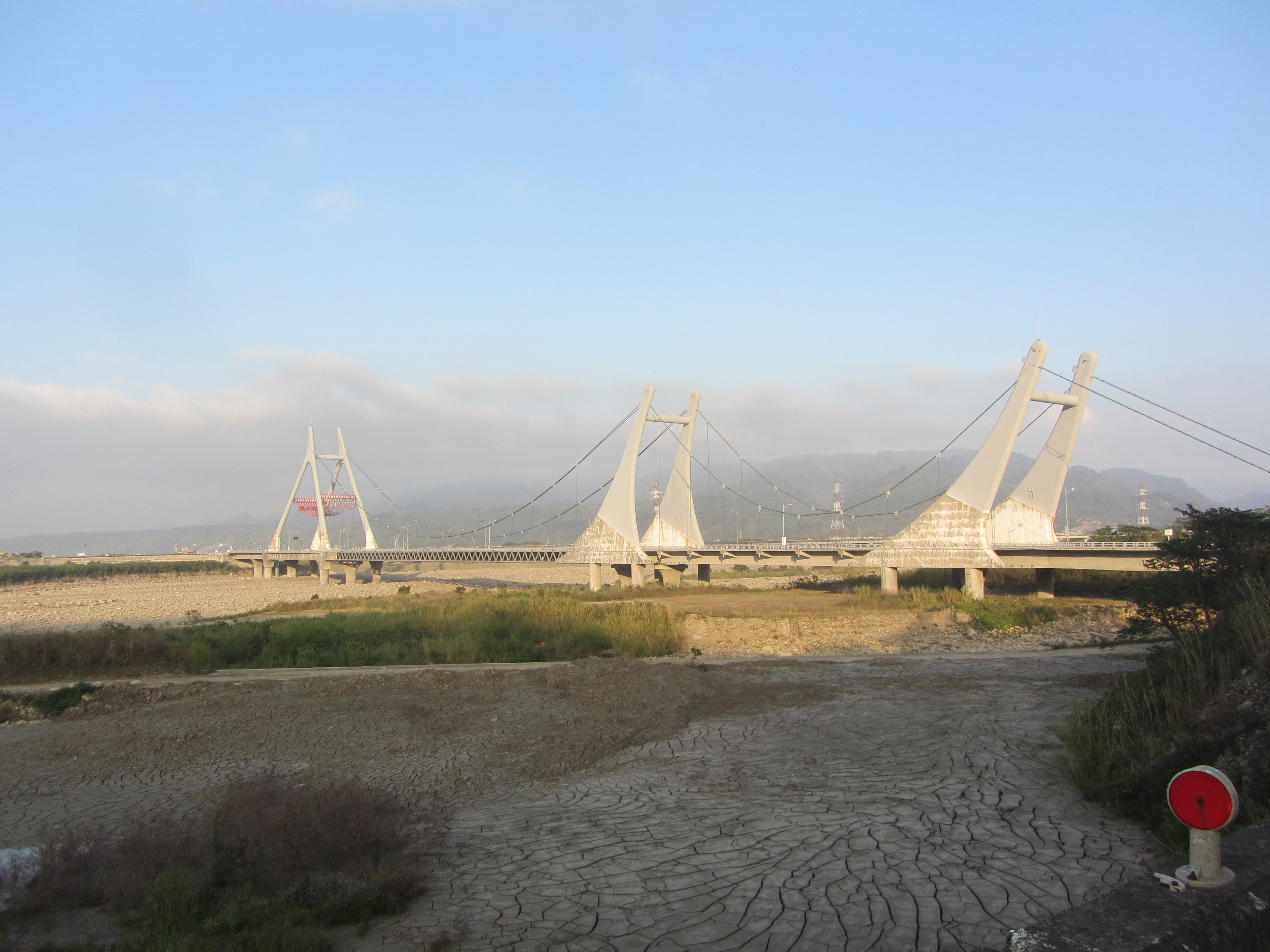
Hakka-Brücke (客屬大橋, ) über den Houlong-Fluss